# Da Pontejev vodnjak
La Da Pontejev vodnjak es una  fuente en la ciudad de Koper, en el sudoeste de Eslovenia. Se encuentra ubicada en la Plaza de Prešeren, anteriormente conocido como la Plaza Da Ponte.
Un acueducto subacuático conectó la isla de Koper a la parte continental ya en el final del siglo XIV. En el siglo XVI, los 10.000 habitantes de la ciudad se enfrentaban a una escasez de agua, y las cisternas de agua de lluvia parecían ser insuficientes. En el siglo XVII, Niccolo Manzuoli registró el suministro de agua de la ciudad, señalando que un manantial distante a una 2 millas en Colonna fue canalizado a la isla a través de tubos submarinos de madera, algunos de las cuales han sido desenterrados durante las excavaciones de los arqueólogos modernos.
La fuente actual data de 1666, en sustitución de una anterior en el mismo sitio. Su superestructura tiene la forma de un puente, rodeado de quince pilastras, cada uno con las armas de las familias nobles locales, que habían aportado fondos para la fuente.